# Germán Gómez Gómez
Germán Gómez Gómez (Santander, España; 5 de enero de 1914 - Madrid, España; 22 de marzo de 2004), conocido deportivamente como Germán, fue un futbolista español que jugó en el Atlético de Madrid en la década de los años 40, consiguiendo dos Campeonatos de Liga.

## Trayectoria
Jugó en el Rayo Cantabria, el Tolosa, el Racing de Santander y, finalizada la Guerra Civil, en el Aviación Nacional. De ahí pasó al Atlético de Madrid, que se fusionó con dicho cuadro y adoptó el nombre de Athletic-Aviación Club. El Racing de Santander le había reclamado al finalizar la contienda y los aviadores tardaron meses en convencer al club cántabro para que accediera a su traspaso.
Desde la temporada 1939-1940 hasta la de 1947-1948 jugó en el club madrileño, donde se convirtió en el medio centro indiscutible del club. Consiguió dos títulos de Liga, formando un trío de excepción, primero con Urquiri y Machín y luego con este último y Gabilondo.
Fue seis veces internacional. Tras abandonar el Atlético de Madrid, Germán volvió a su ciudad natal para jugar con el Racing de Santander hasta su retirada en el año 1954.
En sus últimos años residió en Madrid donde fue propietario de una tienda de artículos deportivos. Falleció en la misma ciudad el 22 de marzo del año 2004, a la edad de 90 años.